# Bömbögör
Bömbögör (tiếng Mông Cổ: Бөмбөгөр) là một sum của tỉnh Bayankhongor ở miền nam Mông Cổ. Vào năm 2006, dân số của sum là 2.584 người.

## Địa lý
Sum có diện tích khoảng 3.044 km2. Trung tâm sum, Zadgay, nằm cách tỉnh lỵ Bayankhongor 100 km và thủ đô Ulaanbaatar 720 km.

### Khí hậu
Bömbögör có khí hậu bán khô hạn. Nhiệt độ trung bình hàng năm ở khu vực này là 5 °C. Tháng ấm nhất là tháng 6, khi nhiệt độ trung bình là 25 °C và lạnh nhất là tháng 1, với -19 °C. Lượng mưa trung bình hàng năm là 210 mm. Tháng ẩm ướt nhất là tháng 8, với lượng mưa trung bình là 63 mm, và khô nhất là tháng 1, với 1 mm.

## Kinh tế
Sum có một trường học, bệnh viện, trung tâm thương mại và nhà văn hóa.